# Neue Welt (Münchenstein)

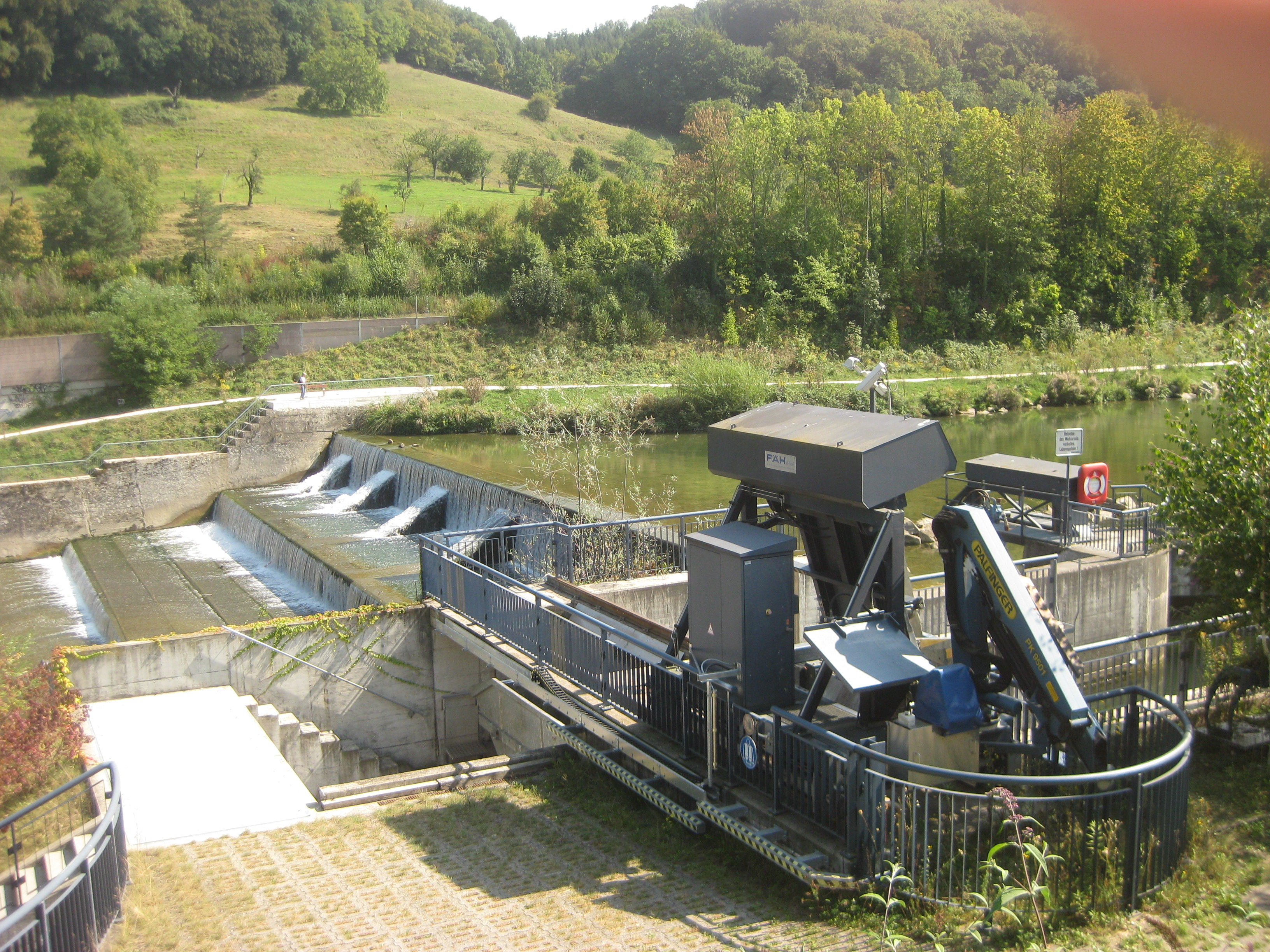
Birswasserfall und, im Vordergrund, das Kleinkraftwerk

Die Neue Welt ist ein Ortsteil in Münchenstein (Kanton Basel-Landschaft) in der Schweiz.

## Lage
Neue Welt ist die geographische Bezeichnung für das Gebiet, das mit dem Beginn der Industrieansiedlung am obersten Teil des St. Alban-Teiches entstanden ist. 
Der Kanal St. Alban-Teich wurde im 12. Jahrhundert vom Basler Kloster St. Alban künstlich angelegt. Der St. Alban-Teich ist der erste der heute noch erhaltenen Gewerbe-Kanäle in Basel und geht auf das 12. Jahrhundert zurück. In den Jahren 1152 und 1154 sind erstmals Mühlen und Wassermühlen im St. Albantal schriftlich erwähnt. Schriftlich erwähnt wird der Teich selbst erst um 1279. Es muss aber angenommen werden, dass der Teich zeitgleich mit den Mühlen errichtet wurde. In den Jahren 1624/25 wurde der Kanal, stromaufwärts, durch die Brüglinger Ebene, in Richtung Münchenstein, bis an den Birswasserfall verlängert. Hier wird das Wasser aus der Birs abgezweigt.
Die Neue Welt ist das nördlichste Quartier von Münchenstein, es grenzt im Osten an die Gemeinde Muttenz und im Nordwesten an das Dreispitzareal. Das Dreispitzareal liegt je zur Hälfte in den Gemeinden Basel und Münchenstein. 
Nördlich grenzt die Neue Welt an St. Jakob an der Birs, eine historische Quarantänesiedlung (mit Siechenhaus) bei Basel. Hier fand 1444 die Schlacht bei St. Jakob an der Birs statt.

## Geschichte

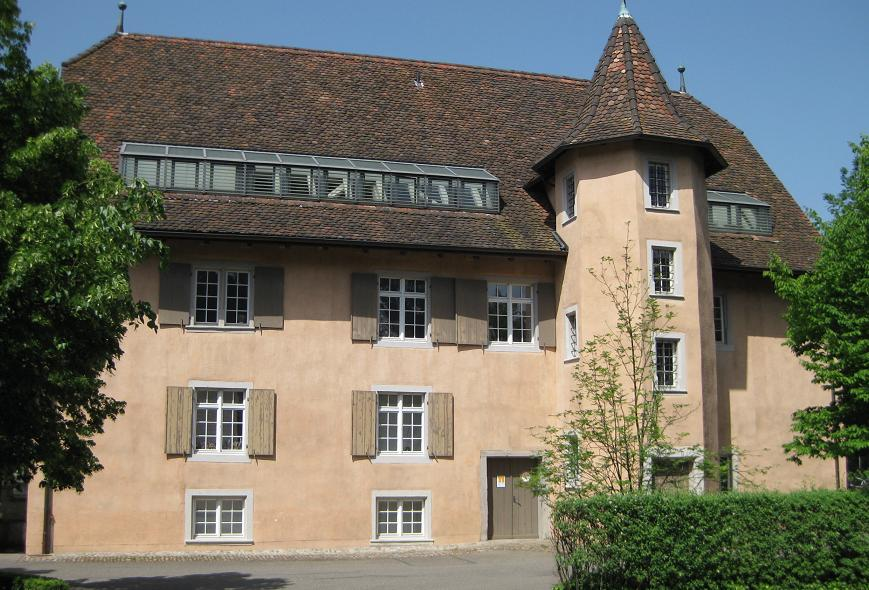
Hammerschmiede in der Neuen Welt, neu restauriert 1970

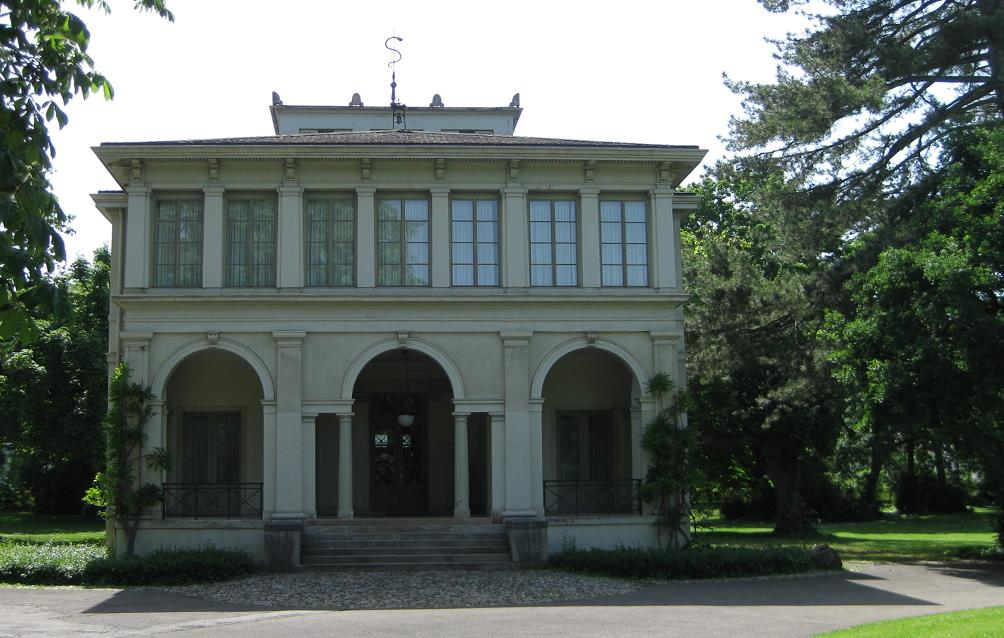
Villa Ehinger, Frontseite und Eingang, jetzt Musikschule

Die Hammerschmiede von 1660 ist das älteste Bauwerk am Teichkanal und wurde von Ludwig Krug errichtet. 1789 wurde die Hammerschmiede in eine Textilfabrik umgebaut. Im Jahr 1822 richtete Felix Sarasin (1771–1839) hier eine Baumwollspinnerei ein. Die Hammerschmiede wurde 1970 durch die Chr. Merianische Stiftung restauriert und im Jahr 1971 unter Denkmalschutz gestellt.
Als Ludwig August Sarasin (1804–31) die technische Leitung der Baumwollfabrik Sarasin & Heusler übernahm, liess er 1830 die Villa Ehinger in der Nähe erbauen. Die Familie Ehinger verkaufte die Villa und das Ehinger Gut im Jahr 1959 an die Gemeinde Münchenstein, welche es 1962 an den Kanton Basel-Landschaft abtrat. Die Villa wurde 1973 nach Abschluss der Restaurierung und Renovierung als Musikschule eingeweiht.
Der Kindergarten Ehinger, die Primarschule Neue Welt, das Gymnasium Münchenstein und das TSM-Schulzentrum für Kinder und Jugendliche mit Behinderungen stehen ebenfalls auf dem ehemaligen Ehinger Gut. Der Kindergarten Teichweg ist in einer Überbauung eingebettet, zwischen dem Park im Grünen, Rüttihard, Birs, St. Alban-Teich und dem Wasserhausquartier. Der Kindergarten Neue Welt steht in der Nähe des Eingangs zum Park im Grünen.
Dem rasch expandierenden Basler Unternehmen André Klein, das sich auf die Herstellung der Basler Läckerli spezialisierte, wurde es im Kleinbasel zu eng, sodass man sich schliesslich im Jahr 1910 in der Neuen Welt niederliess, in der ehemaligen Baumwollspinnerei Sarasin & Heusler.

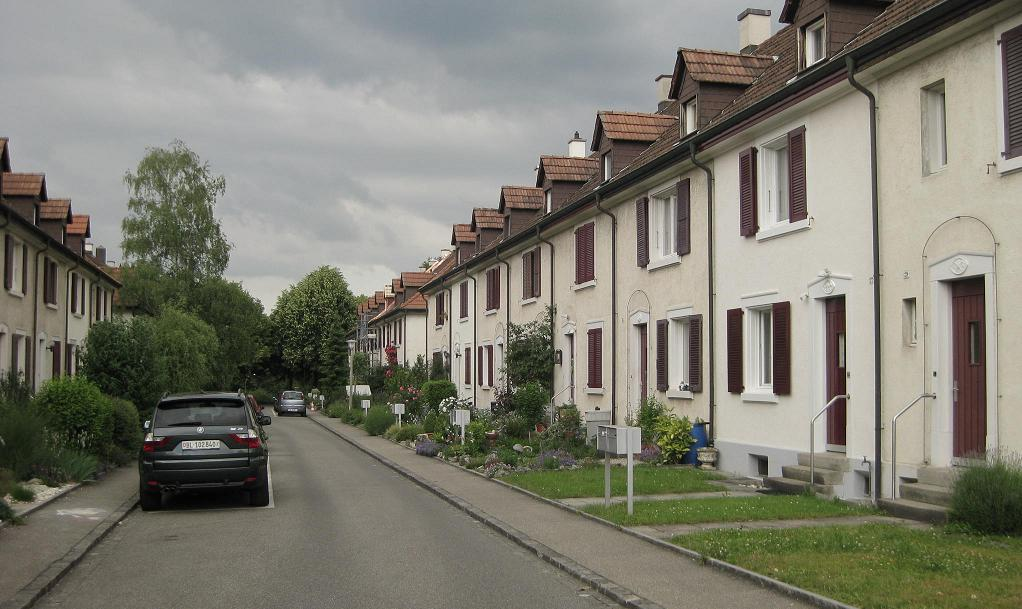
Wasserhaus-Wohnsiedlung

Im Jahr 1920/21 wurde die Genossenschaftssiedlung Wasserhaus im Quartier Neue Welt erstellt. Auf der Basis von Entwürfen von Hans Benno Bernoulli wurden die Pläne durch den Architekten Wilhelm Eduard Brodtbeck aus Liestal ausgearbeitet. Aber aus finanziellen Gründen konnte nur ein Teil der Siedlung verwirklicht werden.
1980 fand die Grün 80, die 2. Schweizerische Ausstellung für Garten- und Landschaftsbau, in der Brüglinger Ebene statt. Ungefähr 3,5 Millionen Besucher fanden den Weg in die Brüglinger Ebene. Obwohl das eigentliche Gelände seither Park im Grünen heisst, hat sich Grün 80 als Bezeichnung gehalten, und die Tramhaltestelle Neuewelt wurde in Neuewelt / Grün 80 umbenannt. Der Park im Grünen ist rund um die Uhr öffentlich zugänglich. An den heutigen Park angrenzend ist der Botanische Garten Brüglingen, welcher ein Bestandteil der Ausstellung Grün 80 war und von der Stadt Basel unterhalten wird. Er umfasst einen englischen Garten, eine Kräutersammlung und eine Rhododendron-Sammlung. Dazu befindet sich auch die permanente Kutschen-Ausstellung des Historischen Museums Basel dort.